# Acrocercops osteopa
Acrocercops osteopa är en fjärilsart som beskrevs av Edward Meyrick 1920. Acrocercops osteopa ingår i släktet Acrocercops och familjen styltmalar. Inga underarter finns listade i Catalogue of Life.